# FK Bačka Bačka Palanka
O Fudbalski Klub Bačka (sérvio:Фудбалски клуб Бачка) é uma equipe de futebol da cidade de Bačka Palanka, na Sérvia. Foi fundado em 1945 e suas cores de uniforme é azul. 
Disputa suas partidas no Stadion Slavko Maletin Vava, em Bačka Palanka, que tem capacidade para 5.500 espectadores. 